# Burghclere
Burghclere is een civil parish in het bestuurlijke gebied Basingstoke and Deane, in het Engelse graafschap Hampshire met 1152 inwoners.